# الدراسات اليابانية

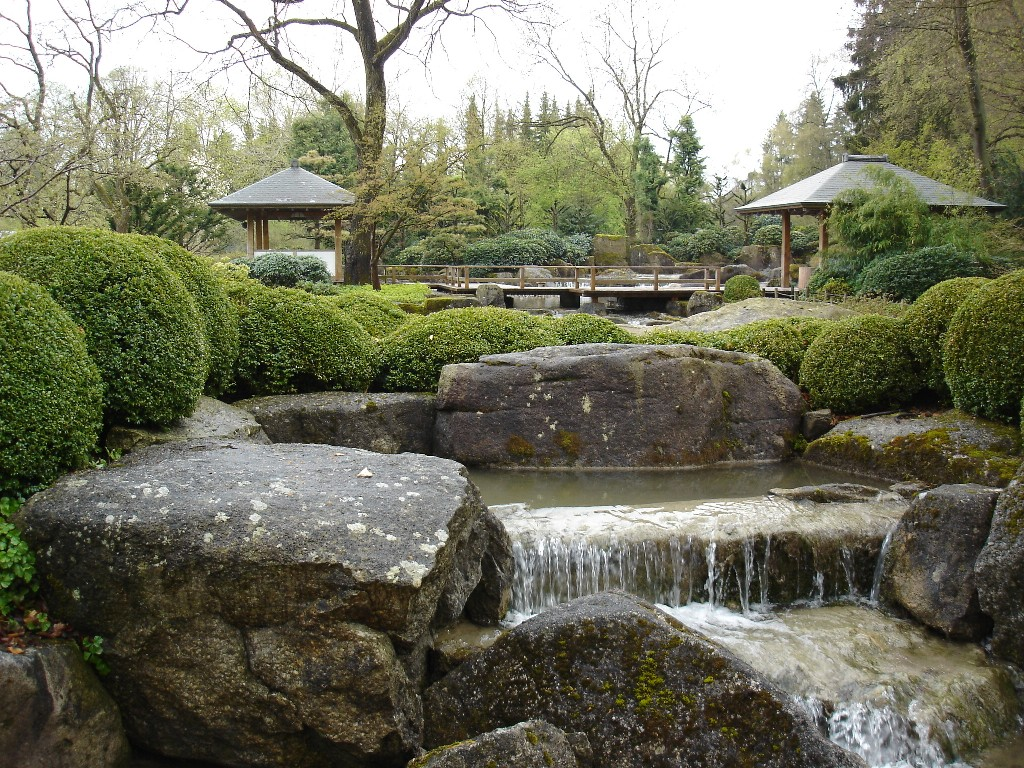

الدراسات اليابانية أو علم اليابانيات هي دراسات تهتم بدراسة العلوم الاجتماعية والبحث الإنساني لليابان.
هذه الدراسات تتضمن فروعاً مثل دراسة اللغة اليابانية والثقافة والتاريخ والأدب والفن، الموسيقى والعلوم.

## انظر ايضاً
- دراسات شرقية
- علم الصينيات
- دراسات شرق أوسطية